# Helgøya

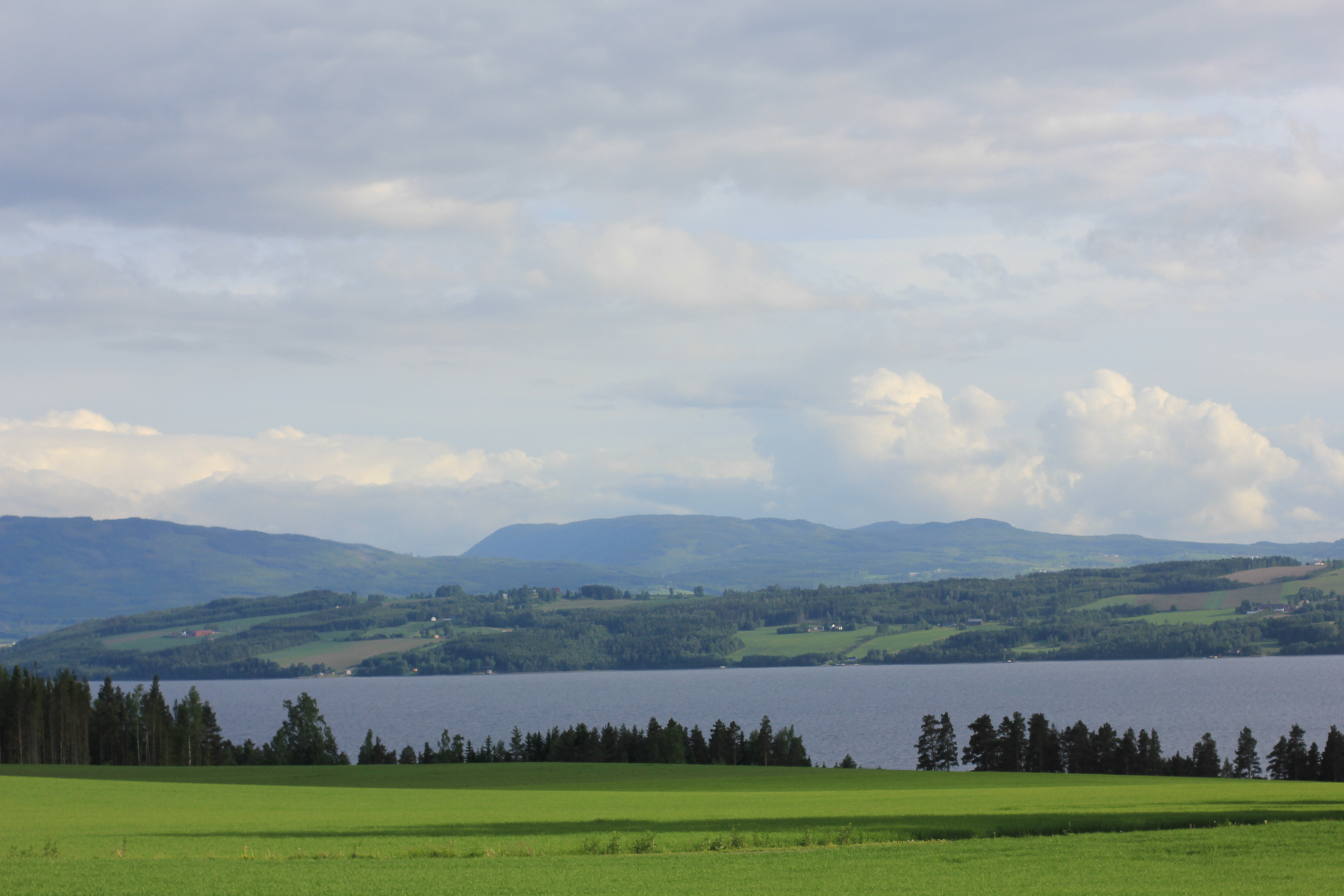
Helgøya z východu, na horizontu pohoří Totenåsen

Helgøya je největší sladkovodní ostrov v Norsku, leží na jezeře Mjøsa v jižním Norsku, v kraji Innlandet. Jeho rozloha činí 18,34 km². V současné době má kolem 600 obyvatel. Ostrov dnes spadá pod obec Ringsaker.

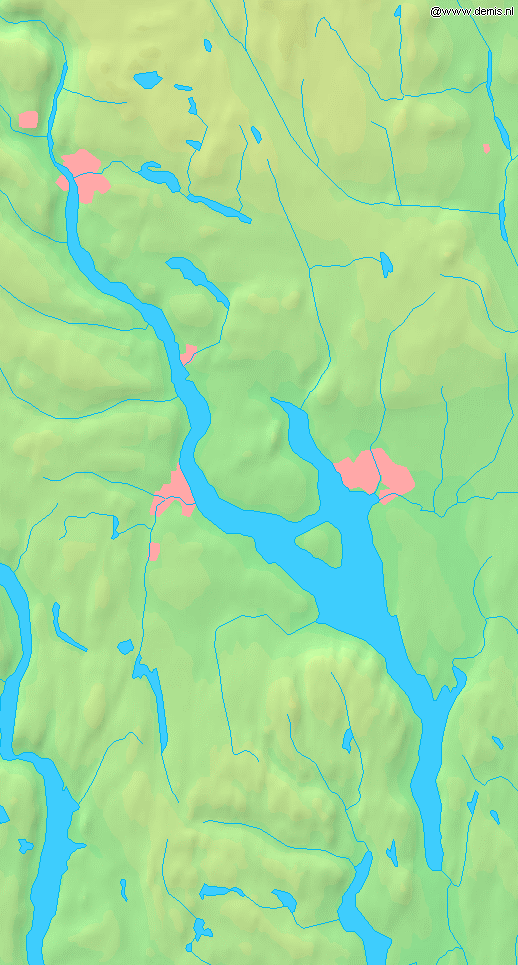
Jezero Mjøsa: v nejširším místě se nachází ostrov Helgøya. Na severu město Lillehammer, na západě Gjøvik, na východě Hamar

## Přírodní poměry
Na ostrově najdeme bohatě zastoupenou geologii období karbonu a siluru, je zde úrodná půda. Nachází se tu 32 farem, které se věnují převážně pěstování obilí a brambor, v současné době se obdělává asi 50 % půdy. Na ostrově je bohatě zastoupena flóra. Nejvyšším bodem ostrova je Eksberget (331 m n. m.), dubová hora.

## Dějiny

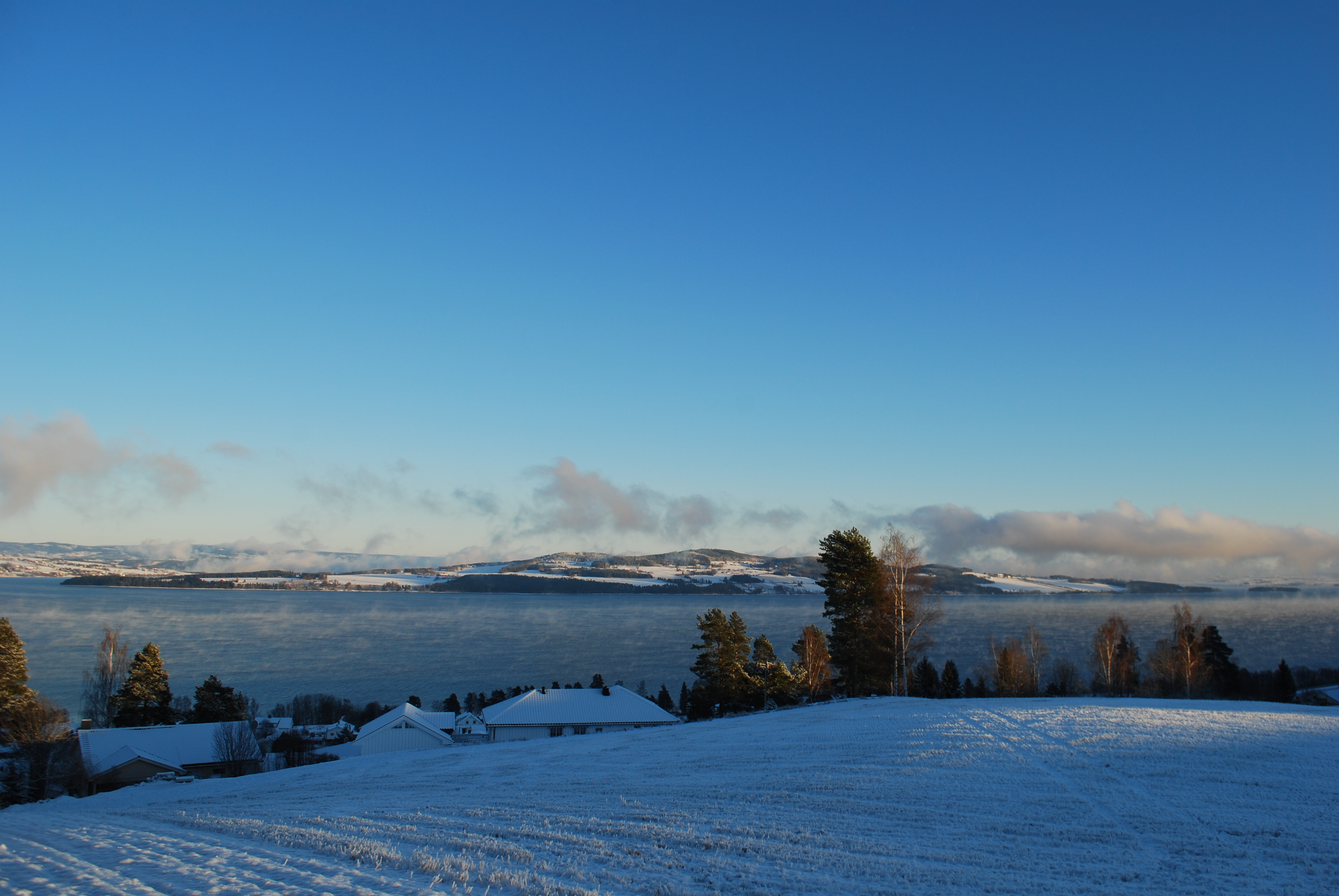
Helgøya ze západu, z Kapp, zimní slunovrat 2015

Název Helgøya se dá přeložit jako Svatý ostrov, toto označení pochází již z doby před příchodem křesťanství.
Strategická poloha ostrova hrála svou úlohu téměř po celou dobu dějin. Archeologické nálezy ukazují na osídlení v období kolem 2 000 let př. n. l. Nalezišť je zde hned několik, typické jsou mohylové hroby z doby bronzové. Na počátku doby železné je doloženo několik samostatných sídelních jednotek.
První písemná zmínka o osídlení ostrova je z 9. století. Na počátku středověku tu bylo asi 14 stálých osídlení. Období středověku bylo neklidné a konflikty nebyly neobvyklé. Vlastnictví ostrova se například stalo předmětem ostrého sporu mezi norským králem a biskupem v Hamaru. Tak jako jinde v Norsku, velkou tragédií byla morová rána v letech 1349-1350, postiženy byly zhruba 2 ze 3 farem.

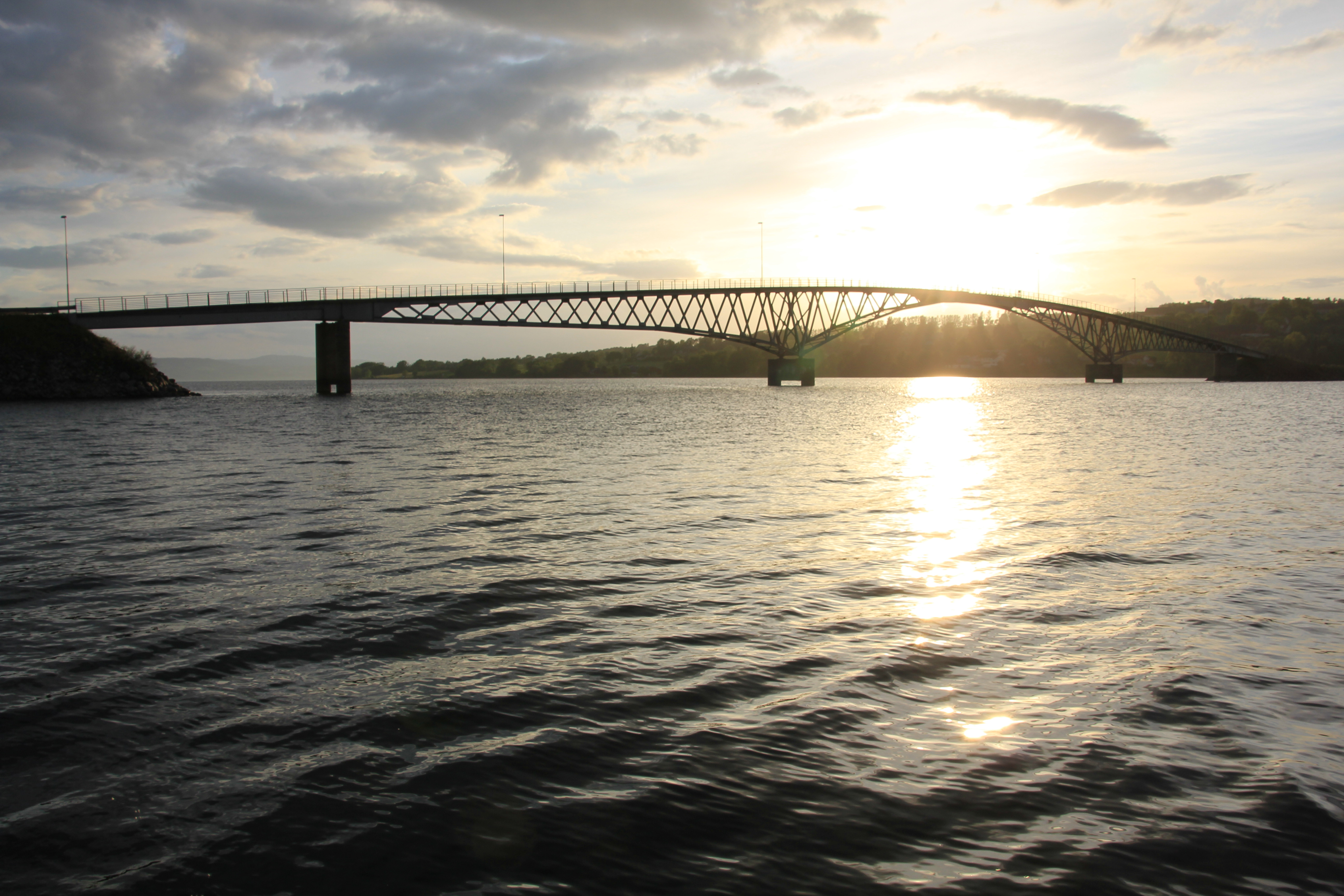
Nessundet Bru (most)

Do roku 1612 měl ostrov vlastní kostel, postavený na místě původní pohanské svatyně. Podle tradice se na ostrově měl nacházet i další kostel. Po roce 1612 byly bohoslužby přeneseny na pevninu, do kostela v Ness. Na ostrově Helgøya byl kostel znovu postaven až v roce 1870.
V období po roce 1917 zde našli azyl uprchlíci z Ruska.

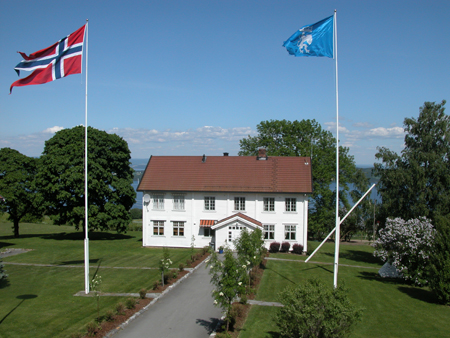
Starum

Od roku 1876 do roku 1947 na ostrově působila instituce Toftes Gave pro nepřizpůsobivé chlapce a pro děti, kterým se nedostávalo rodičovské péče. Děti byly používány na práci v zemědělství a bylo s nimi často zacházeno hůře, než se zvířaty. Johannes Sigfred Andersen (9. červenec 1898 – 29. červenec 1970), se sem dostal ve věku 10 let, pobyl zde celkem 4 roky a své svědectví později sepsal.

## Zajímavosti
Na ostrově se narodil norský malíř Peder Balke (1804-1887), který proslul svými krajinomalbami, především ze severního Norska.

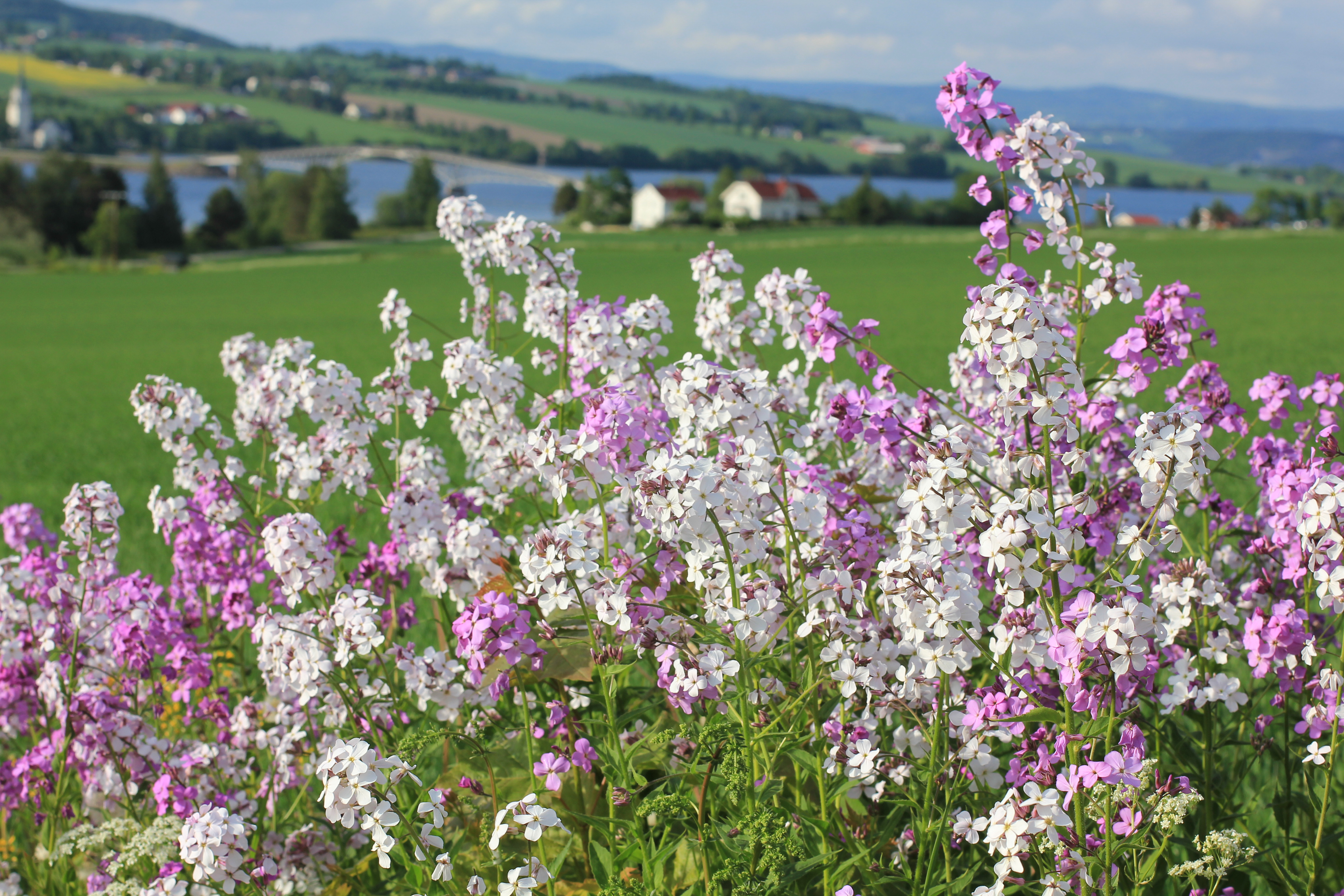

Pěkný přírodní přístav s oblázkovými plážemi Bergevika se nachází na východě ostrova a býval rušným místem, které kdysi zprostředkovávalo spojení s městem Hamar.
S nárůstem automobilové dopravy vzniká na severu, v nejkratším místě, trajektové spojení s pevninou, konkrétně s obcí Nes. Od roku 1957 zde existuje silniční spojení po mostě. Ten je uprostřed zvýšený, aby pod ním mohl proplouvat i parník Skibladner, který má vysoký komín. Na ostrov Helgøya byl v zimním období dříve vždy přístup po ledě, ale dnes jezero již nezamrzá pravidelně.
Kostel z roku 1870 je celý dřevěný, ovlivněný novogotickým architektonickým stylem. Na hřbitově najdeme též vzpomínku na obyvatele Ruska a východní Evropy, kteří sem přišli po roce 1917.
Je tu několik sídel, oblíbených mezi turisty. Nejpozoruhodnější z nich je Hovinsholm, další stará farma je Eik (dub), dále Høvelsrud se svými zahradami ze 17. století.